# Poznowice
Poznowice est une localité polonaise du gmina de Izbicko, située dans le powiat de Strzelce en voïvodie d'Opole.